# Vivaro
Vivaro  (furlanisch Vivâr) ist eine nordostitalienische Gemeinde in der Region Friaul-Julisch Venetien.

## Geografie
Sie liegt nördlich von Pordenone und hat 1329 Einwohner (Stand 31. Dezember 2023). Die Gemeinde liegt 96 m s.l.m. und umfasst ein Gemeindegebiet von 37 km².
Das Gebiet der Gemeinde liegt in der Venezianischen Tiefebene.
Die Gemeinde umfasst neben dem Hauptort Vivaro zwei weitere Ortschaften, Basaldella und Tesis. Die Nachbargemeinden sind Arba, Cordenons, Maniago, San Giorgio della Richinvelda, San Quirino und Spilimbergo.